# Jan Cardell
Jan Cardell, född 29 september 1961 i Göteborg, är en svensk konstnär.

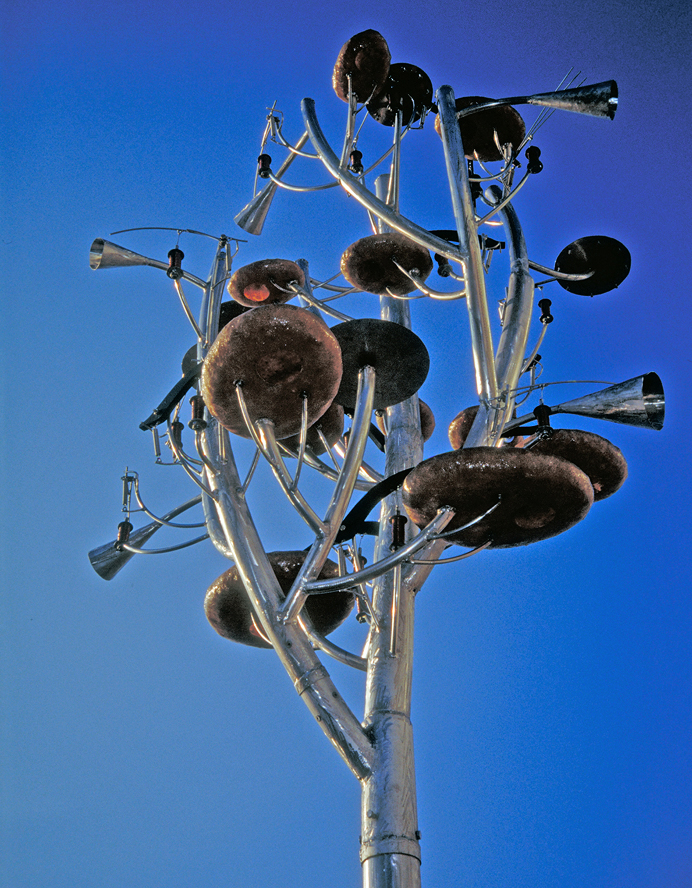
Ktree utanför Malmö Högskola 2000.

Cardell är utbildad vid dåvarande Konstindustriskolan vid Göteborgs universitet 1982-86. 
I sin konst har Cardell ofta arbetat med att överskrida gränserna mellan olika genrer och stilar. Han har framför allt arbetat med olika former av skulptur, ofta med inslag av ljud, elektronik, mekanik och interaktivitet, och ofta som installationer. Förutom att hans skulpturer har ingått i ett antal olika utställningar under ett flertal olika teman, så har hans skulpturer använts till de två musikprojekten Rytmobile och Jan Cardell´s Mechanical Orchestra. Dessutom har han med sina skulpturer ingått i olika samarbeten med andra musiker, regissörer och koreografer, kring olika opera-, teater-, film-, musik- och dansprojekt. 
Cardell finns representerad i bland annat Statens konstråds samlingar, vid Göteborgs konstmuseum, Röhsska museet, Moderna Museet, Helsingborgs museer och Blekinge museum.

## Representation i urval
- Ayeste, fat, klippt, eloxerat och nitat aluminium, Röhsska museet.[1]
- Fat med stativ, järn, Helsingborgs museer.[2]
- Bonga, skulptur, Göteborgs konstmuseum.[3]
- Fiskargubbe (med Barbro Westling och Peter Johansson), skulptur, frigolit, papier-maché, trä, Blekinge museum.[4]
- Bagge, ljud, skulptur, Moderna museet.[5]

## Offentliga verk i urval
- Pentagonal, 1994, skulptur, rostfritt stål, 400x320x210 cm, vid entrén till f.d. Skatteverket, Jönköping.[6]
- Ktree, 2000, interaktiv mekanisk musikskulptur, rostfritt stål, glasfiber, tidigare placerad utanför Institutionen för konst, kultur och kommunikation (K3), Malmö högskola, f.d. lokaler vid Beijerskajen, Malmö.[7] Verket är nedmonterat sedan 2016.
- Spira, 2003, skulptur, gjutjärn, på pelare av granit, Landvetter centrum, Härryda kommun.[8]
- Väderstation (med Lars Lincoln och Kristina Törnblom), 2005, skulptur, utanför Tycho Brahe-museet, Ven.[9]
- Papyra, 2006, interaktiv mekanisk musikskulptur, rostfritt stål, glasfiber, aluminium, på betongsockel, vid entrén till Bibliotheca Alexandrina Conference Center, Alexandria, Egypten.[10][11]
- Goa gubbar, 2014, skulptur, betong, järn, föreställande Svante Arrhenius, Anders Ångström, Johan Carl Wilcke, Anders Celsius, Torben Bergman, Carl Wilhelm Scheele, Jöns Jacob Berzelius och Alfred Nobel, Origohuset, Chalmers tekniska högskola.[12]
- Englerts trädgård, 2014, elektromekanisk interaktiv ljudinstallation, väggmålning, skulptur, papier-maché, rostfritt stål, järn, mässing, 3D-print, Origohuset, Chalmers tekniska högskola.[12]
- Vindpina, 2016, skulptur, utanför Landamäreskolan, Göteborg.
- Veras laboration, 2019, rörlig skulptur, brons, cortenstål, epoxiplast, ljus, rostfritt stål, 400x120x120 cm, föreställande Vera Sandberg, Chalmers Tekniska Högskola, Vera Sandbergs allé, Göteborg.[13]

## Diskografi
- Rytmobile (med Lena J:son Sanner), 2000, Multimood Records, Sweden